# Безколінець
Безколінець, молінія (Molinia) — рід трав'янистих рослин родини тонконогових (Poaceae), поширений у Європі, Західній Азії та Казахстані й Північній Африці та Ефіопії, введений у Японії, Канаді, США. Населяє відкриті біотопи (напр., вологі пустища). Цей рід названо на честь Хуана Ігнасіо Моліни, чилійського ботаніка, зоолога і священика-єзуїта.

## Види
Рід включає два види — Molinia caerulea й Molinia arundinacea.
Раніше до цього роду також включали Molinia japonica → Moliniopsis japonica, Molinia maxima → Glyceria maxima, Molinia squarrosa → Cleistogenes squarrosa та ін..

## Біоморфологічна характеристика
Це багаторічні трав'янисті купинні рослини, у яких зимівні бруньки розташовані безпосередньо над поверхнею ґрунту, але захищені зів'ялим листям. Кореневище коротке. Прямовисні стебла завдовжки від 15 до 120(250) см. Нижні ланки стебла сильно вкорочені, а верхні, навпаки, подовжені, так що трава ніби без колін. Листки шорсткі сірувато-синювато-зеленого кольору, переважно розташовані в приземному пучку. Язичок листка складається з бахроми волосків. Вузькі, шорсткі листкові пластини плоскі чи закручені, завширшки 2–12 мм, завдовжки від 30 до 90 см. Осіннє забарвлення листків варіюється від жовтого до жовто-коричневого до червонувато-коричневого. Волотисте суцвіття відкрите чи звужене, до 60 см завдовжки, складається з поодиноких колосочків завдовжки від 4 до 15 мм. Плодючі колосочки на ніжках, містять від одного до шести плідних квіток. Також присутні стерильні квіточки. Колосочки ланцетні, еліптичні чи довгасті; стиснуті з боків; зі зменшеними квіточками на верхівці; при зрілості розчленовуються під кожною плодючою квіточкою. Колоскові луски коротші за квітки, нерівні, без остюків, загострені; нижня — 0–3-жилкова і дещо менша за верхню, верхня з 1–3 жилками й дещо менша за прилеглу плодючу лему. Лема 3–5-жилкова, верхівка тупа чи гостра. Палея 1 довжина леми, 2-жилкова. Верхівкові безплідні квітки, схожі на плодючі, але недорозвинені. Пиляків 3, фіолетові чи фіолетово-чорні. Зернівка обернено-яйцеподібна чи видовжено-циліндрична. 2n=36 (M. caerulea) або 2n=90 (M. arundinacea).

## Використання
Використовується як декоративна трава. У продажі пропонується низка сортів, які відрізняються висотою, широтою чи осіннім забарвленням. Підходить як самостійно, так і у великих багаторічних групах. Виносить півтінь, але вимагає вологого ґрунту.

## Галерея

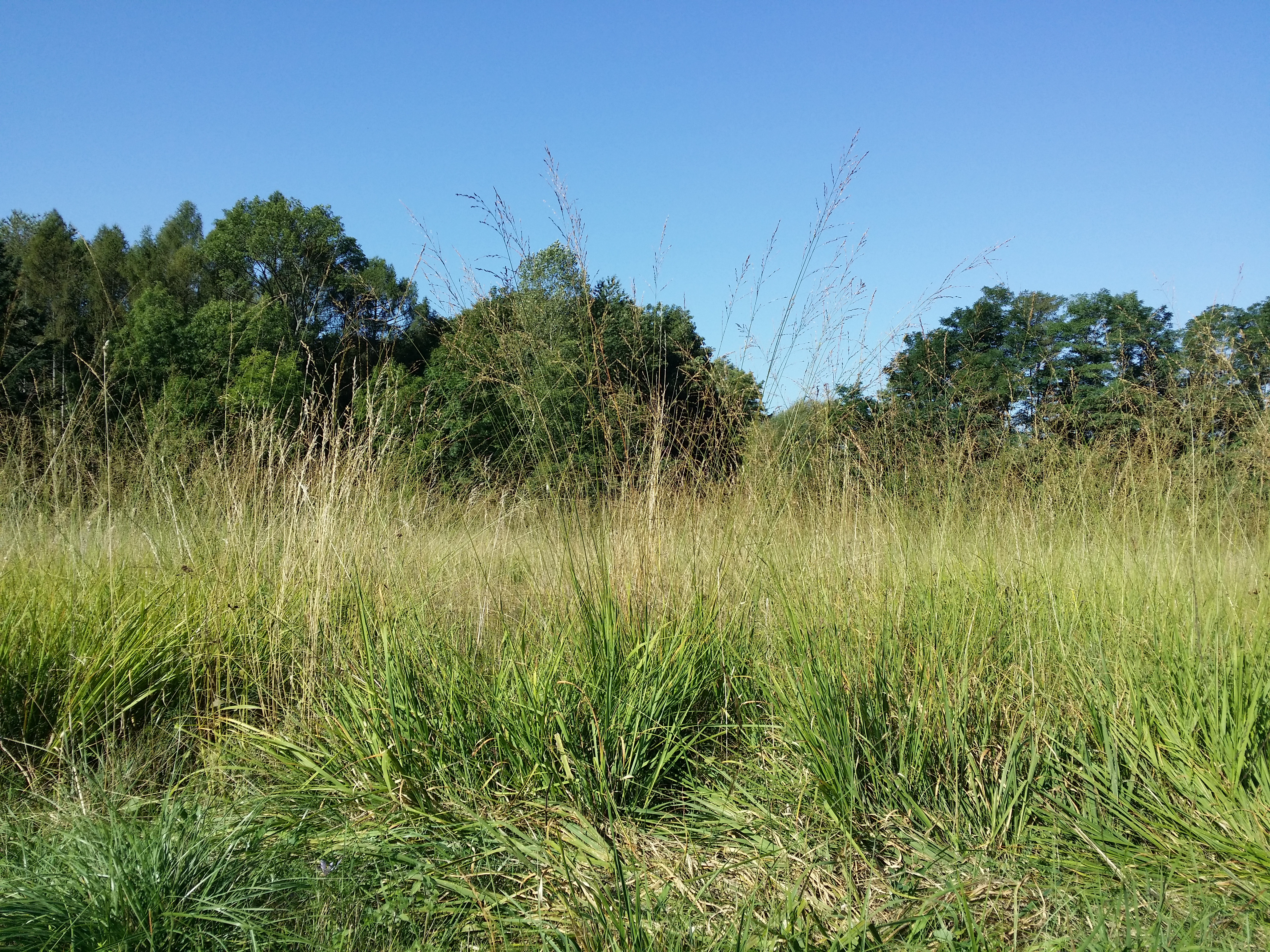
Molinia arundinacea
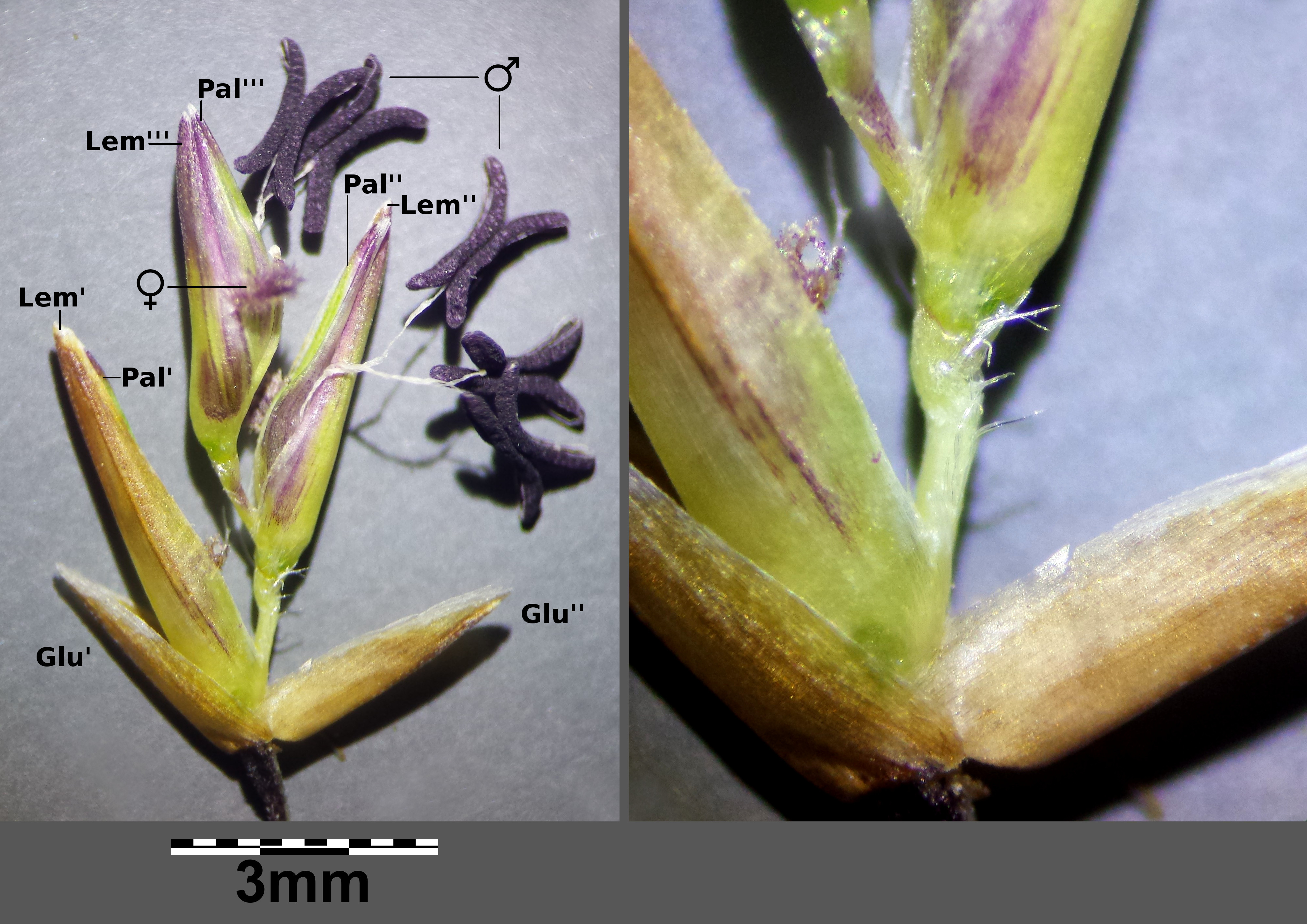
колосочок M. arundinacea
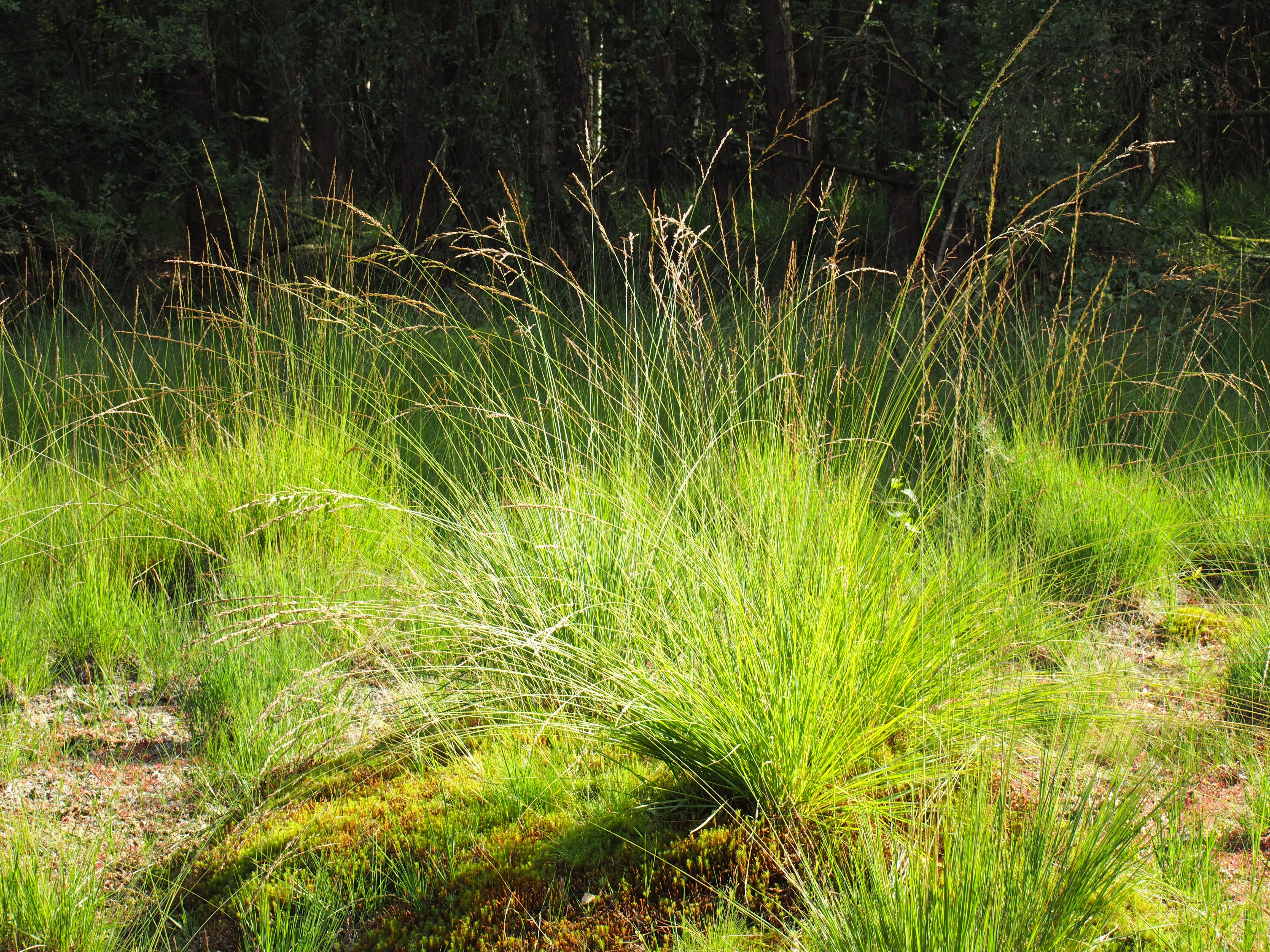
Molinia caerulea
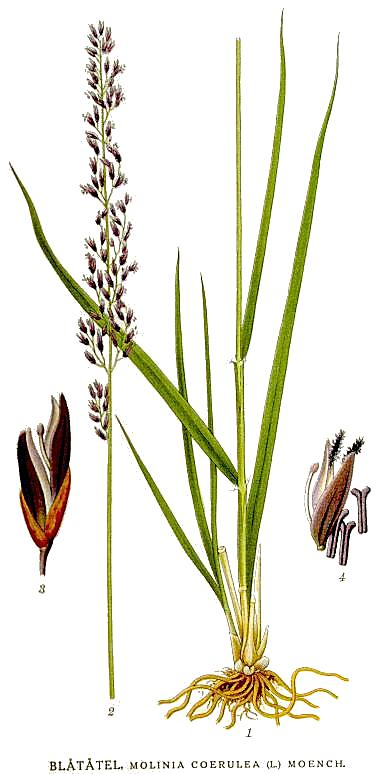
ілюстрація M. coerulea